# Suomusjärvikulturen
Suomusjärvikulturen er den ældste materielle kultur i Finland efter Weichsel-istiden.
Den mesolitiske periode i Finland varede fra ca. 8.700 til 5.100 f.Kr.  Bosætterne ankom i Finland fra det russiske territorium eller de baltiske områder. Kulturen var baseret på jagt, fiskeri og indsamling af planter, svampe og bær. Hjort, bæver og sæl var de mest eftertragtede byttedyr. Hunden var det eneste kendte husdyr hos de første nybyggere i Finland. Bosættelsen var beliggende ved de daværende kyster, der lå væsentligt højere end nu. Folk flyttede efter byttedyrene til de steder hvor byttet var nemmest at jage under de skiftende årstider. Skøn over befolkningens størrelse i Finland i den mesolitiske periode varierer fra tusinder til titusinder.
Materielle genstande fra den mesolitiske periode inkluderer bredbladede spydspidser af skifer, enkle bjergartsøkser, skafthuløkser og mikrolitgenstande af kvartsit. Genstande af træ og knogler er med meget få undtagelser forfaldet. Der er kun få kendte grave og boliger fra dette tidspunkt.

## Klima og natur i den tidlige varmesæson
I begyndelsen af Holocæn ændrede klimaet sig dramatisk i den tidlige mesolitiske periode. Endnu 11.000 f.Kr. dækkede kontinental is hele Finlands nuværende område. Imidlertid steg den gennemsnitlige temperatur med op til 10 grader i løbet af en kort periode. Som følge heraf smeltede isbræen fra det sydlige og sydøstlige Finland. Da den tilbageværende kontinentale isskjold afkølede luften i det omkringliggende område, herskede et arktisk præborealt klima. De korte somre var tørre og kølige, mens vintrene var lange og med let sne.
De landområder, som 9.500 f.Kr. var blevet befriet fra isskjoldet, lå i det sydlige Finland direkte under Yoldiahavet og kun de højeste punkter dannede et lille øhav. Fra 8.800 f.Kr. havde ringsæl allerede fundet vej hertil. Yoldiahavet blev afskåret fra havet i vest og udviklede sig til Ancylus-søen. Klimaet ændrede sig, hvilket gjorde de korte somre regnfulde og vinterkolde og snedækkede.
I skærgården af Ancylussøen trivedes blandt andet tyttebær, men kontinentet, det nordlige Karelen og Det Karelske Næs gav næringsrige jord til en ny vegetation. Vegetationszoner løb fra syd til nord langs den kontinentale gletsjer, så planterne spredte sig til Finland fra øst. Først kom græsser, star, bynke, gåsefod, almindelig rypelyng, polar-pil og dværg-pil, dværg-birk, forårsurt, vejpileurt og siv. Disse dækkede det ufrugtbare og arktiske landskab og blev snart efterfulgt af træagtige planter som havtorn, ene, røn, asp og forskellige piletræer.
Arter tilpasset det boreale klima spredte sig hurtigt til Finland 8.500 f.Kr. Forskellige mosskov og birker, såsom bjergbirk, dunbirk og vortebirk fortrængte de mest følsomme pionerarter. Den resulterende blandede skov af birk og asp var åben og lys, men snart spredte et fyrretræ sig blandt dem, og indtog en dominerende stilling ved siden af birken. Den gennemsnitlige årlige temperatur var 8.000 f.Kr. ca. 1,5 grader. Med de løvfældende skove ankom mange kendte pattedyr: skovhare, ræv, bæver og hjort. I det mindste i fyrreskovene trivdes bjørn, egern og græssand.
Vegetationen kunne give rigelig mad til fugle, som dog ikke er nøjere kendt så langt tilbage. Knogler efter svane daterede til 8.000 f.Kr. er blevet fundet på Det Karelske Næs, men ulve, hvalros, los og jærv mangler. Rensdyr har levet i det nordlige Norge allerede 11.500 f.Kr., men den ældste knogle af ren fundet i Finland er først dateret til 6.600 f.Kr., selvom renen sandsynligvis er ca. 2.000 år ældre.

## De første indbyggere i Finland
De første indbyggere, der ankom til Finland, kom fra det omkringliggende område og medbragte deres egne færdigheder og skikke. I lyset af de tidlige arkæologiske opdagelser har det tidligere været vanskeligt at forbinde nyankomne til kendte kulturer. På samme tid levede folk i den yngre Fosna-kultur på Norges vestkyst og den ældre Komsa-kultur i det nordlige Norge. Rusland var på den anden side påvirket af mesolitiske befolkningsgrupper tilhørende swidry-kulturen og dennes aflæggere, Butovo-kulturen og Veretje-kulturen, der var udbredt sydøst for Ladoga og Onega. Kunda-kulturen er kendt syd for Finske Bugt fra Estland i nord til Litauen i syd og i et bælte ind mod Ladoga. Sydsveriges mesolitiske grupper med Maglemose-kultur kan der ses bort fra, da det omfattende isskjold i det nordlige Sverige forhindrede migration til Finland.
De tidlige mesolitiske fund i det sydlige og sydøstlige Finland ligner Kunda-kulturens. Den bredeste indflydelsessfære af Kunda-kultur strækker sig således så langt som det sydlige Finland, men dets vigtigste område forbliver syd for Finske Bugt. Nord for bugten bliver genstandskulturen snart særskilt, og denne fase kaldes Suomusjärvi-kulturen. 
Ristola ved Lahti var et tidligt bosættelsesområde i Finland. Hvis boligen, der nu ligger ca. 73 meter over havets overflade, lå ved bredden af den daværende ancylus-sø, stammer den omtrent fra 8.600 til 8.200 f.Kr. Materialerne, der findes på opholdsstedet, stammer fra to fjerne råstofområders, russisk og baltisk, silicium. Den måde, hvorpå materialerne er blevet forarbejdet og formet, tyder på, at indbyggerne kom fra Kunda-kulturen.
Bosættelsen Sujala i Vetsijärvi, Utsjoki blev opdaget i 2002 og repræsenterer den tidlige bosættelse i det nordlige Lapland. Dette er en lille lejr ved søen Vetsijärvi, hvor jægere fra det arktiske hav opholdt sig i den gunstige sæson. Bopælen dateres til mellem 8.300 og 8200 f.Kr. og genstandene fundet under udgravningerne ser ud til at komme fra Kunda-kulturen.
Andre tidlige bosættelser er fundet i Myllykoski, Orimattila (dateret til 8.800 f.Kr.) , Eno (8.700 f.Kr.) , Antrea (i det sydvestligste Karelen nær næssets nordgrænse), Mäntsälä, Hyrynsalmi, Suomussalmi, Askola og søen Kelpojärvi på det karelske næs.

## Klimaet når sin varmeste fase
Under indtryk af fortsat opvarmning afsmeltede og indskrænkedes det skandinaviske isskjold og omkring 8.000 f.Kr. havde det helt forladt Finland. Isskjoldet, hvis dækningsområde var indstkrænket til Sverige, påvirkede ikke længere klimaet i det østlige og centrale Finland, og den gennemsnitlige årlige temperatur fortsatte med at stige. Imidlertid var klimaet i tusind år tørt. Vegetationszoner flydede nu fra øst til vest, så vegetationen spredte sig hovedsageligt fra syd til nord. Grå-el, en vigtig art for økosystemet, spredte sig op til Inari-søen, mens rødel kun kunne sprede sig så langt nordpå som til Kajanaland.
Fugleknogler er normalt forsvundet, og de første vidnesbyrd om forskellige arter optræder først i kamkeramisk tid. Det er dog sikkert, at også fugle trængte langt mod nord allerede kort efter istiden.
Cirka 7.000 f.Kr. den gennemsnitlige årlige temperatur var steget til 3,5 grader. Klimaet var varmere og fugtigt end i dag. Nedbøren var større hele året, og søernes overflade var over de nuværende niveauer. Efterhånden ankom også sådanne træ- og plantearter, hvis spredning foregik mere langsomt, og som også havde brug for både varme og fugtighed. Disse inkluderer hassel, skærm-elm, skov-elm, stilk-eg og ask. Disse spredte sig aldrig til den nordligste del af Lapland, men den nordlige grænse for deres udbredelse skar over landet på forskellige breddegrader. Humle og brændenælde, som måske er blevet anvendt som nytteplanter, trivedes i løvskoven.
En køligere periode omkring 6.200 f.Kr. afspejler sig i pollenanalyse som en nedgang i pollen. Hvis træerne led i denne periode, kunne de have svækket økosystemet i deres tid og hæmmet overlevelsesmulighederne for mennesker i det sydlige Finland, hvor virkningen var størst. Klimaændringerne var formodentlig resultatet af den arktiske issø i Nordamerika fandt vej ud i Atlanterhavet.
Cirka 6000 f.Kr. nåede klimaet sin maksimale temperatur efter istiden. På det tidspunkt var den gennemsnitlige årlige temperatur mellem 5 og 5,5 grader Celsius (i dag 4 grader Celsius). Varmesæsonen fortsatte støt ind i 4.000 f.Kr., indtil klimaet langsomt begyndte at afkøles til de nuværende temperaturer. Eg voksede over hele det sydlige Finland, skov-elm og småbladet lind spredte sig så langt mod nord som til Kajanaland og hassel til det centrale Østerbotten. Den dominerende træart var fyrretræ, men birk og asp var også almindelige. De andre nævnte løvtræer voksede gunstige steder og dannede forskellige særlige bevoksninger. Buskvæksten var også mere omfattende end i dag.
Vandkastanje vokser i vand i Baltikum og Europa. Dens frugt smager som kastanje, og man antager, at folk bragte den med sig til alle søer i Finland som led i deres egen madforsyning. I varmesæsonen spredte den sig så langt nordpå som til Kuopio.
Ancylus-fasen i Østersøen sluttede med, at de danske stræder åbnedes og dannede afløb ud til Nordsøen ca. 6.000 f.Kr. Saltvand begyndte at strømme ind i Østersøbassinet, og saltniveauerne begyndte at stige langsomt (Mastogloam). Åbningen af de danske stræder skyldtes stigningen i havets niveau, da de sidste gletsjere smeltede. Havniveauerne fortsatte med at stige, og saltholdigheden i Østersøen fortsatte ligeledes med at stige. Denne fase varede fra 5.000 til 6.000 år. Denne fase i Østersøens udvikling omtales ofte som Littorinahavet.
Klimaet forblev stort set det samme i resten af mesolitikum indtil 5.000 f.Kr.